# Cascada energética

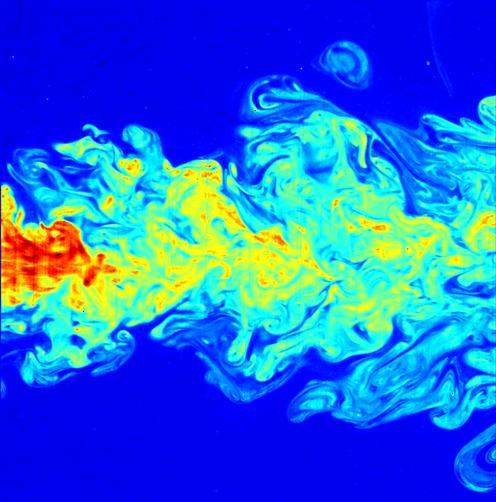
Visualización del flujo de un chorro turbulento, realizada mediante fluorescencia inducida por láser. El chorro presenta una amplia gama de escalas de longitud, un requisito previo para la aparición de una cascada de energía en el modelado de la turbulencia.

En mecánica de continuos, una cascada de energía implica la transferencia de energía desde grandes escalas de movimiento a escalas pequeñas, lo que se denomina cascada de energía directa, o la transferencia de energía desde escalas pequeñas a escalas grandes, lo que se denomina cascada de energía inversa. Esta transferencia de energía entre diferentes escalas requiere que la dinámica del sistema sea no lineal. En sentido estricto, una casc|ada requiere que la transferencia de energía sea local en escala (solo entre fluctuaciones de casi el mismo tamaño), evocando una cascada de un estanque a otro sin transferencias de largo alcance a través del dominio de la escala.

Los grandes remolinos tienen pequeños remolinos
que se alimentan de su velocidad, 
y los pequeños remolinos tienen remolinos aún más pequeños
 y así sucesivamente hasta la viscosidadewis F. Richardson, 1922

Este concepto desempeña un papel importante en el estudio de la turbulencia bien desarrollada. Fue expresado de forma memorable en este poema de Lewis F. Richardson en la década de 1920. Las cascadas de energía también son importantes para las olas de viento en la teoría de la turbulencia de olas.
Consideremos, por ejemplo, la turbulencia generada por el flujo de aire alrededor de un edificio alto: los remolinos que contienen energía generados por la separación de la capa límite tienen tamaños del orden de decenas de metros. En algún punto aguas abajo, la disipación por viscosidad tiene lugar, en su mayor parte, en remolinos a microescalas de Kolmogorov: del orden de un milímetro en el caso que nos ocupa. En estas escalas intermedias, no hay un forzamiento directo del flujo ni una cantidad significativa de disipación viscosa, pero sí hay una transferencia neta no lineal de energía de las escalas grandes a las pequeñas.
Este rango intermedio de escalas, si existe, se denomina «subrango inercial». La dinámica en estas escalas se describe mediante el uso de la autosimilaridad o mediante supuestos —para el cierre de la turbulencia— sobre las propiedades estadísticas del flujo en el subrango inercial. Un trabajo pionero fue la deducción de Andrey Kolmogorov en la década de 1940 del espectro de número de onda esperado en el subrango inercial de la turbulencia.

## Espectros en el subrango inercial del flujo turbulento

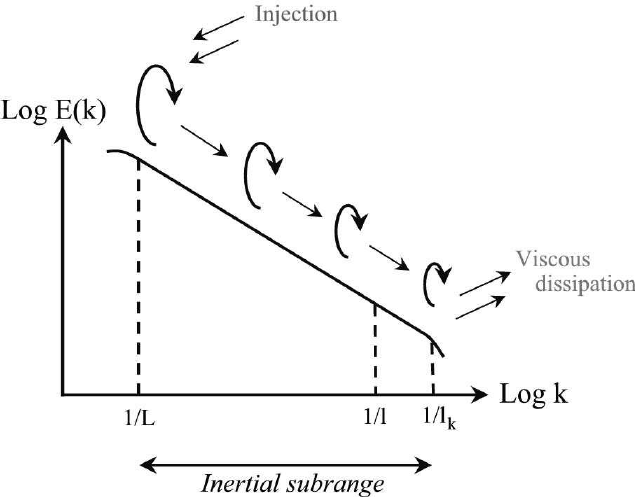
Ilustración esquemática de la producción, la cascada de energía y la disipación en el espectro energético de la turbulencia.

Los movimientos más grandes, o remolinos, de la turbulencia contienen la mayor parte de la energía cinética, mientras que los remolinos más pequeños son responsables de la disipación viscosa de la energía cinética de la turbulencia. Kolmogorov planteó la hipótesis de que, cuando estas escalas están bien separadas, el rango intermedio de escalas de longitud sería estadísticamente isotrópico y que sus características en equilibrio dependerían únicamente de la velocidad a la que se disipa la energía cinética en las escalas pequeñas. La disipación es la conversión por fricción de la energía mecánica en energía térmica. La velocidad de disipación, {\displaystyle \varepsilon }, puede expresarse en términos de la velocidades de deformación fluctuantes en el flujo turbulento y la viscosidad cinemática del fluido, v. Tiene dimensiones de energía por unidad de masa por segundo. En equilibrio, la producción de energía cinética de la turbulencia a gran escala es igual a la disipación de esta energía a pequeña escala.

### Espectro energético de la turbulencia
El espectro energético de la turbulencia, E(k), está relacionado con la energía cinética media de la turbulencia por unidad de masa como
{\displaystyle {\frac {1}{2}}\left({\overline {u_{i}u_{i}}}\right)=\int _{0}^{\infty }E(k)\;dk,}
donde «u»«i» son los componentes de la velocidad fluctuante, la barra superior denota un promedio del conjunto, la suma sobre «i» está implícita y «k» es el número de onda. El espectro de energía, «E»(«k»), representa así la contribución a la energía cinética de la turbulencia por los números de onda desde «k» hasta «k» + d«k». Los remolinos más grandes tienen un número de onda bajo, y los remolinos pequeños tienen números de onda altos.
Dado que la difusión es igual al laplaciano de la velocidad, la tasa de disipación puede escribirse en términos del espectro de energía como:
{\displaystyle \varepsilon =2\nu \int _{0}^{\infty }k^{2}E(k)\;dk,}

### Espectro de energía en el subrango inercial
La transferencia de energía de los números de onda bajos a los altos es la cascada de energía. Esta transferencia lleva la energía cinética de la turbulencia de las escalas grandes a las pequeñas, donde la fricción viscosa la disipa. En el rango intermedio de escalas, el llamado subrango inercial, las hipótesis de Kolmogorov conducen a la siguiente forma universal para el espectro de energía:
{\displaystyle E(k)=C\varepsilon ^{2/3}k^{-5/3}.}
Un amplio conjunto de pruebas experimentales respalda este resultado en una amplia gama de condiciones. Experimentalmente, se observa el valor C = 1,5. 
El resultado {\displaystyle E(k)\sim k^{-5/3}} fue establecido por primera vez de forma independiente por Alexander Obukhov en 1941. El resultado de Obukhov es equivalente a una transformada de Fourier del resultado de Kolmogorov de 1941 para la función de estructura turbulenta.

### Espectro de fluctuaciones de presión
Las fluctuaciones de presión en un flujo turbulento pueden caracterizarse de manera similar. La fluctuación de presión media cuadrática en un flujo turbulento puede representarse mediante un espectro de presión, π(k):
{\displaystyle {\overline {p^{2}}}=\int _{0}^{\infty }\pi (k)\;dk.}
En el caso de turbulencia sin gradiente de velocidad medio (turbulencia isotrópica), el espectro en el subrango inercial viene dado por
{\displaystyle \pi (k)=\alpha \rho ^{2}\varepsilon ^{4/3}k^{-7/3},}
donde ρ es la densidad del fluido y α = 1,32 C2 = 2,97.  Un gradiente de velocidad de flujo medio (flujo cortante) crea una contribución adicional y sumatoria al espectro de presión del subrango inercial que varía como k−11/3; pero el comportamiento k−7/3 es dominante a números de onda más altos. 

### Espectro de perturbaciones provocadas por turbulencias en una superficie líquida libre
Las fluctuaciones de presión por debajo de la superficie libre de un líquido pueden provocar desplazamientos fluctuantes de la superficie del líquido, que en longitudes de onda pequeñas se modulan por la tensión superficial. Esta interacción entre la superficie libre y la turbulencia también puede caracterizarse mediante un espectro de número de onda. Si δ es el desplazamiento instantáneo de la superficie desde su posición media, el desplazamiento cuadrático medio puede representarse con un espectro de desplazamiento G(k) como:
{\displaystyle {\overline {\delta ^{2}}}=\int _{0}^{\infty }G(k)\;dk.}
Una forma tridimensional del espectro de presión puede combinarse con la ecuación de Young-Laplace para mostrar que:
{\displaystyle G(k)\propto k^{-19/3}.}
La observación experimental de esta ley «k»−19/3 se ha obtenido mediante mediciones ópticas de la superficie de chorros de líquido turbulento libre.